# 埃斯特拉爾比奇 (密歇根州)
埃斯特拉爾比奇（英語：Estral Beach）是位於美國密歇根州門羅縣柏林特設鎮區的一個村。

## 人口
根據2020年美國人口普查的數據，埃斯特拉爾比奇的面積為1.17平方千米，當中陸地面積為1.14平方千米，而水域面積為0.03平方千米。當地共有人口403人，而人口密度為每平方千米344人。